# Platygaster iolas
Platygaster iolas är en stekelart som beskrevs av Walker 1836. Platygaster iolas ingår i släktet Platygaster och familjen gallmyggesteklar. Arten är reproducerande i Sverige. Inga underarter finns listade i Catalogue of Life.